# 211
El año 211 (CCXI) fue un año común comenzado en martes del calendario juliano, en vigor en aquella fecha.
En el Imperio romano el año fue nombrado como el del consulado de Terencio y Baso o, menos comúnmente, como el 964 Ab urbe condita, siendo su denominación como 211 posterior, de la Edad Media, al establecerse el Anno Domini.

## Acontecimientos

### Imperio romano
- La ciudad de York se convierte en la capital de la Britania Inferior, una provincia septentrional del Imperio romano.
- 4 de febrero: 
  - Septimio Severo muere en Bretaña, siendo posteriormente deificado por el Senado romano.
  - Ascenso al trono de los emperadores romanos Caracalla y de su hermano Geta, sucediendo al fallecido Septimio Severo.
- Caracalla asesina a su hermano, Geta, quedando como único emperador.

## Fallecimientos
- 4 de febrero: Septimio Severo, emperador romano.
- 19 de diciembre: Publio Septimio Geta, emperador romano.
- Clemente de Alejandría.
- Serapio de Antioquía, patriarca de Antioquía.